# Will You Marry Me?
Will You Marry Me? – piosenka, piąty i ostatni singel z drugiego albumu amerykańskiej piosenkarki Pauli Abdul, zatytułowanego Spellbound.
Została napisana przez Abdul, Petera Lorda, Vernona Jeffreya Smitha i Sandrę St. Victor. Gościnnie na harmonijce zagrał Stevie Wonder. Utwór dotarł do 19 miejsca listy Billboard Hot 100. Ballada została wydana jako singel tuż po tym, jak piosenkarka zaręczyła się z aktorem Emilio Estevezem. Teledysk przedstawia pięć nałożonych na siebie sekwencji tanecznych w różnych stylach, wykonanych przez Abdul. 

## Lista piosenek

### Stany Zjednoczone – kaseta
1. „Will You Marry Me?” – Album Version
2. „Good Night, My Love (Pleasant Dreams)”

### Wielka Brytania – 5" CD
1. „Will You Marry Me?” – Edit
2. „The Promise of a New Day” – East Coast Remix
3. „Good Night, My Love (Pleasant Dreams)”
4. „Will You Marry Me?” – Album Version

## Listy przebojów
| Lista (1992)           | Najwyższa pozycja |
| ---------------------- | ----------------- |
| US Billboard Hot 100   | 19                |
| UK Singles Chart       | 73                |
| Canadian Singles Chart | 8                 |
| German Singles Chart   | 14                |
| LP3                    | 27                |